# Naosuke Miyamoto
Naosuke Miyamoto (Japans 宮本直介, Miyamoto Naosuke, prefectuur Hyōgo, 1936) is een Japanse contrabassist in de jazz.

## Biografie
Naosuke Miyamoto werkte vanaf de jaren 60 in het Japanse jazzcircuit. Hij leidde in het begin van de jaren 70 een eigen sextet, dat postbop speelde. Musici hierin waren Kunji Shigi, Masayoshi Yoneda, Shōji Nakayama, Takashi Furuya en Takeshi Gotō. Tevens speelde hij in die tijd in het trio van George Ōtsuka (You Are My Sunshine, 1974, met Hideo Ichiwara). Eind jaren 80 nam hij in New York met een trio (met drummer Lewis Nash en pianist Shingo Take) een plaat op, City Breeze, waaraan deed ook zangeres Vanessa Rubin meedeed.

## Discografie (selectie)
- Naosuke Miyamoto Sextett: Step! (Three Blind Mice 1973, heruitgave in 2006 door SONY/BMG)
- Naosuke Miyamoto Trio: City Breeze (Break Time, 1988)